# Las Ánimas (Chile)

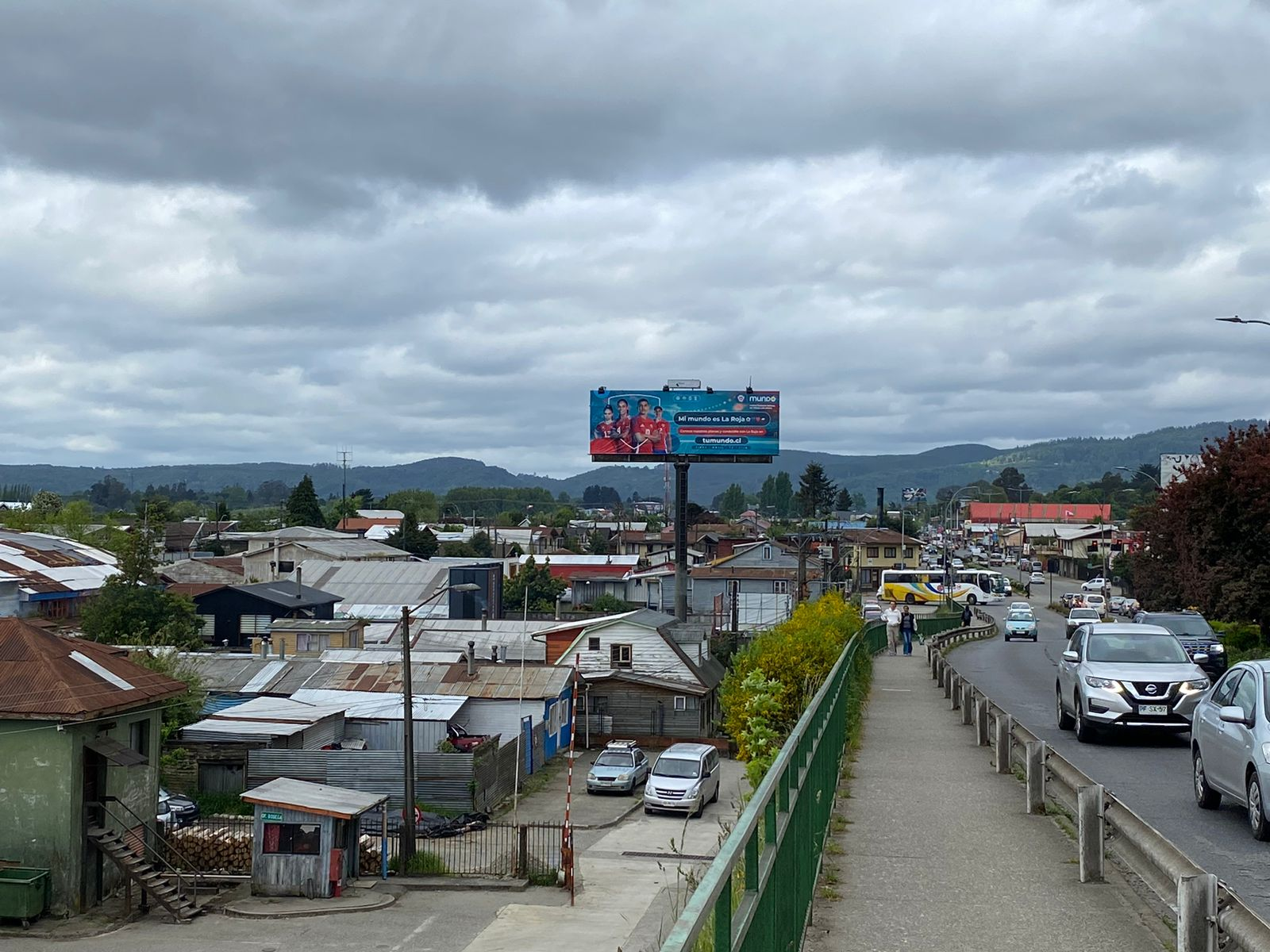
Entrada desde el puente Calle Calle.

Las Ánimas, es el sector norte de la ciudad de Valdivia, este barrio se destaca por ser industrial y habitacional.
Este sector se accede, por el norte, por la ruta T-202 y Puente Santa Elvira, y por el sur, cruzando el Puente Calle-Calle. También conecta a la Isla Teja, a través del Puente Cau-Cau.
Sus límites son: por el norte, el sector «El Arenal» y «Santa Elvira», sur, Rio Calle Calle, oeste Cabo Blanco y Rio Cau Cau, y al este, Rio Calle Calle.

## Historia
Los inicios del sector radican desde la fundación de la ciudad en 1552, cuando Pedro de Valdivia cruzó desde Las Animas a Valdivia, por el sector donde actualmente se encuentra el hotel Villa del Río. 
Durante la refundación de Valdivia, por parte de los españoles en 1645, fue construido un fuerte en el sector «los castaños», para la defensa de los ataques de los indígenas, sin embargo, este fuerte fue destruido el 25 de diciembre de 1645.
El origen del nombre "Las Ánimas" está relacionado con una leyenda local sobre un batallón español. Este batallón fue dejado en el lugar para vigilar a los indígenas en el contexto del conflicto entre españoles e indígenas huilliches. Se cuenta que, al no haber reportes del batallón, se envió a un soldado a investigar, quien regresó diciendo: "Señor, son todas ánimas", refiriéndose a que todos los soldados habían muerto. Esta frase dio lugar al nombre del barrio.
Además, el nombre también se vincula con creencias populares que surgieron después de la masacre de estos soldados. Se decía que los indígenas mataron a todos los españoles y no dejaron nada, solo ánimas (almas), lo que llevó a la población a referirse al lugar de esa manera. Asimismo, se mencionaba que los creyentes católicos solían visitar el lugar para rezar por las almas de los soldados muertos, lo que reforzó la asociación con "Las Ánimas".
En la década de 1820, comienza a transformarse en un polo agrícola e industrial cuando las familias más importantes de la zona, como Familia Anwandter, Familia Rodas y Familia Kunstmann comienzan a adquirir terrenos en el sector. Entre las industrias destacadas está el Astillero naval, Transporte marítimo, Industria maderera, Curtiembre y Licores.

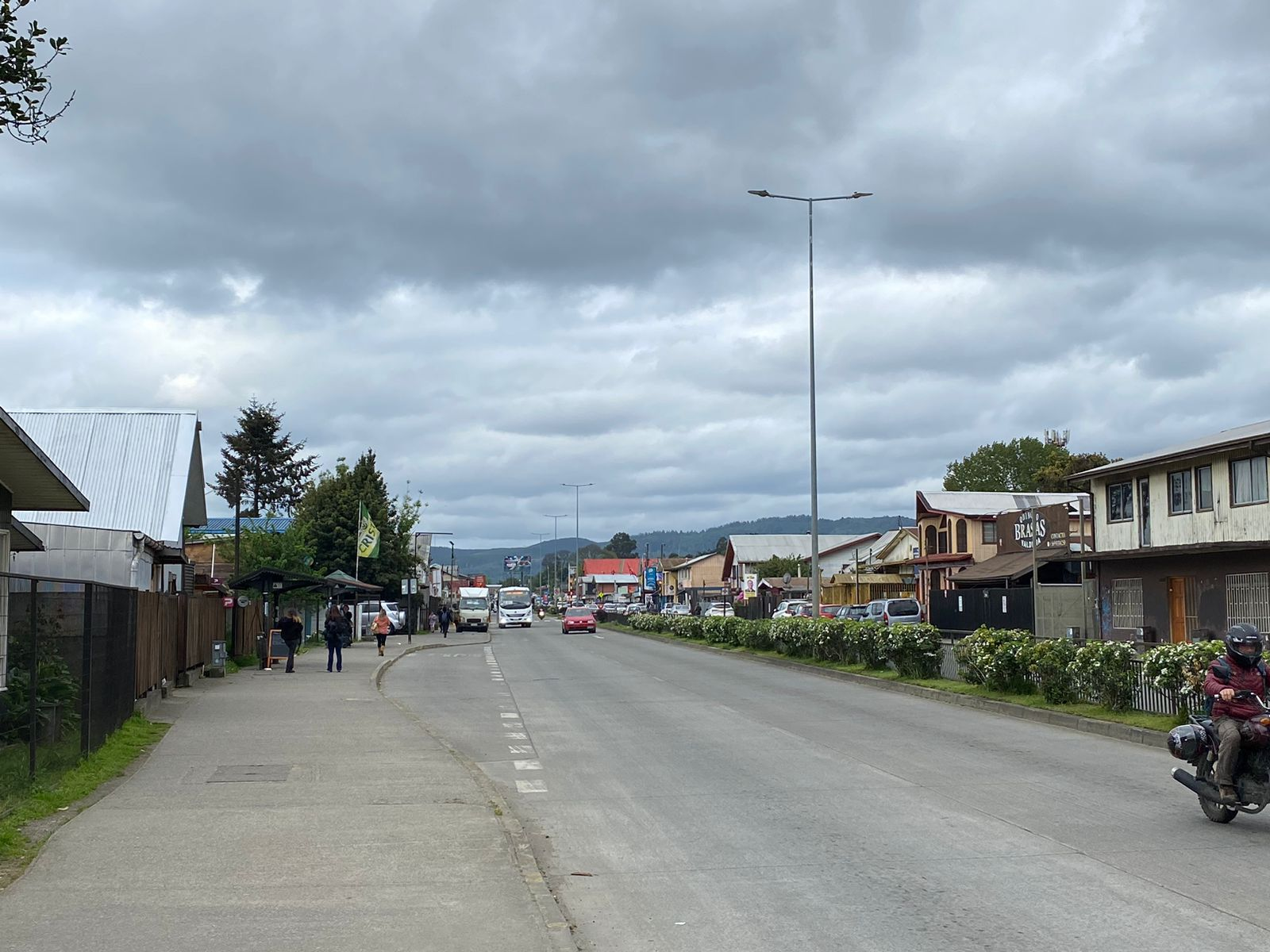
Avenida Pedro Aguirre Cerda

La calle principal de este sector (Avenida Pedro Aguirre Cerda) fue abierta en 1950, una vez construido el Puente Calle-Calle, en 1945. En la década de 1950, Las Ánimas vivió una época de prosperidad y se posicionó como uno de los barrios con mayor actividad industrial y social de la ciudad. Sin embargo, este ambiente de prosperidad fue interrumpido por el Terremoto de Valdivia de 1960, que destruyó el 90 % de los establecimientos industriales, paralizando el trabajo de entre 10.000 a 15.000 obreros y empleados de la zona industrial, además de dañar el Puente Calle-Calle. Debido al aumento vehicular se decidió ampliar el puente, siendo entregado en 1996.

## Demografía
La demografía de Las Ánimas se ha transformado a lo largo del tiempo, reflejando cambios tanto en su composición social como en el uso del suelo. Históricamente, este barrio de Valdivia ha estado habitado principalmente por familias de nivel social bajo y medio. Los hombres trabajaban en actividades relacionadas con la producción de leña, el transporte fluvial y como obreros en fábricas locales, mientras que las mujeres se dedicaban a oficios domésticos o actividades como lavanderas, vendedoras de empanadas y recolectoras de frutos silvestres.
A partir del terremoto de 1960, se produjo una expansión de la población del barrio con la llegada de residentes afectados por el sismo y la creación de nuevas viviendas, consolidando a Las Ánimas como un barrio inclusivo, donde cohabitan personas de diversos estratos sociales. La Avenida Pedro Aguirre Cerda se convirtió en el eje central del barrio, y en las últimas décadas ha seguido aumentando la población debido a la erradicación de campamentos y la creación de nuevas poblaciones.
Las Ánimas es uno de los 19 sectores censales que forman parte de la comuna de Valdivia. Según el Censo de Población de 2017, la población de Las Ánimas era de 15.625 personas, de las cuales 8.068 eran mujeres (51,6 %) y 7.557 eran hombres (48,4 %). Los residentes de Las Ánimas constituían el 9,4 % de la población total de Valdivia en ese año.

## Instituciones
Este sector cuenta con:
- Centro de Salud Familiar (CESFAM) Las Ánimas.
- Retén de Carabineros de Chile.
- 2a Compañía de Bomberos Valdivia «Bomba Agustín Edwards Ross».
- Sede Valdivia de Inacap.
- Aeródromo Las Marías (Club Aéreo de Valdivia).

## Industrias
Este sector se caracteriza por ser la zona industrial de Valdivia.
- Astillero Asenav
- Infodema
- Astillero Conav
- Linde Chile